# Studena (Klana)
Pour les articles homonymes, voir Studena.
Studena est une localité de Croatie située dans la municipalité de Klana, comitat de Primorje-Gorski Kotar. En 2001, la localité comptait 409 habitants.

## Démographie
| 1948 | 1953 | 1961 | 1971 | 1981 | 1991 | 2001 |
| ---- | ---- | ---- | ---- | ---- | ---- | ---- |
| 433  | 471  | 459  | 467  | 456  | 441  | 409  |